# William Astor, 4. Viscount Astor

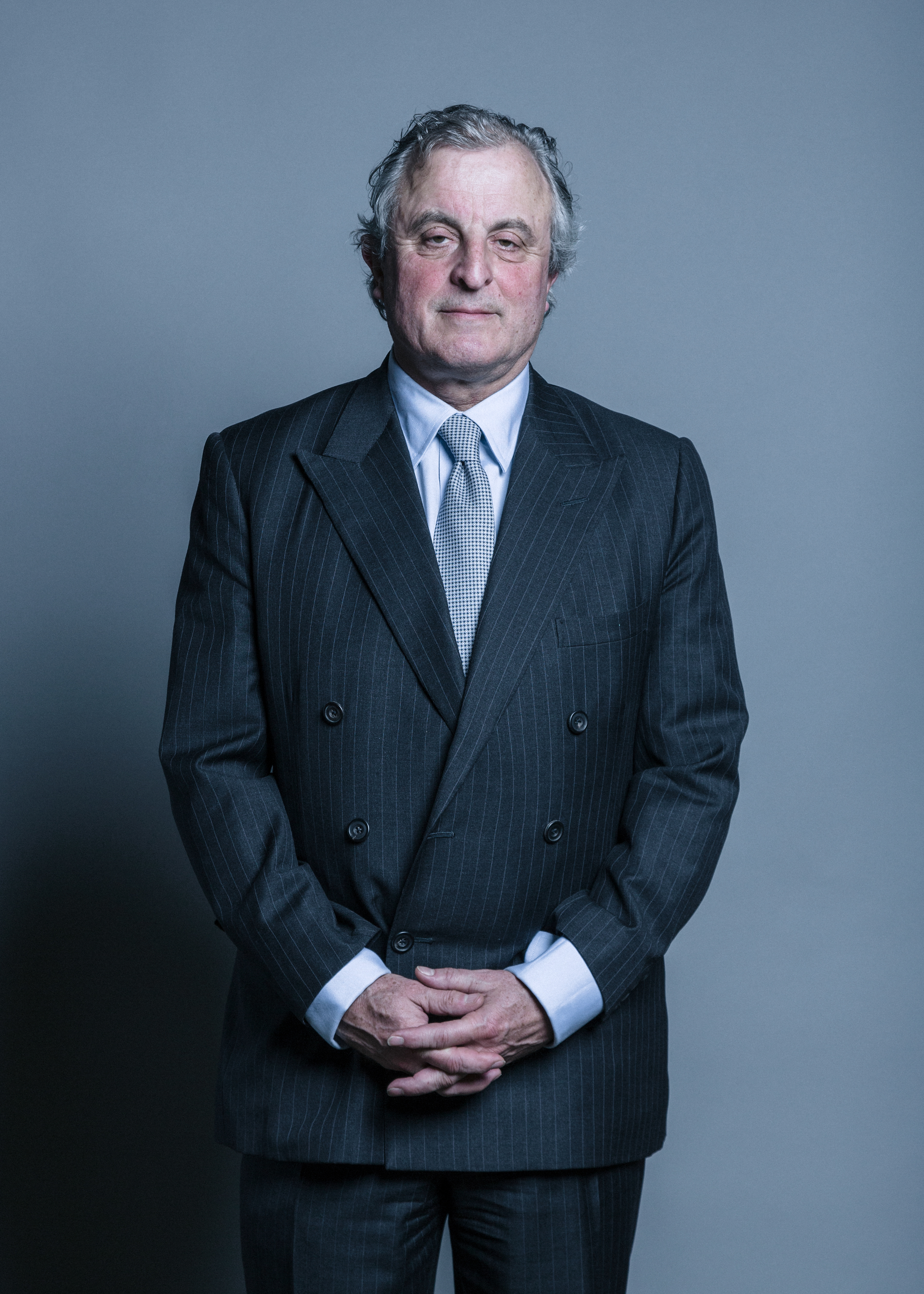
William Astor, 4. Viscount Astor

William Waldorf Astor, 4. Viscount Astor (* 27. Dezember 1951) ist ein britischer Adliger und konservativer Politiker.

## Leben
William Astor ist der einzige Sohn von William Waldorf Astor, 3. Viscount Astor und gehört damit zur berühmten US-amerikanisch-britischen Astor-Familie. Er besuchte das Eton College.
Bereits 1966 erbte er beim Tode seines Vaters dessen Titel. Mit Vollendung des 21. Lebensjahres nahm er 1972 seinen Sitz im House of Lords ein. Seit 1990 war Astor dort Whip. Im Jahre 1993 wurde er Parlamentarischer Staatssekretär im Sozialministerium, im folgenden Jahr wechselte er ins Ministerium für das Nationale Erbe (heute Teil des Kultus-, Medien- und Sportministeriums). 1995 schied er aus der Regierung aus. Während seine Partei in der Opposition war, trat er als Fraktionssprecher für verschiedene Bereiche im Oberhaus auf.
Auch nach der Reform des Oberhauses 1999 hat Astor weiterhin einen Sitz dort als eines der 90 Mitglieder, die von den Trägern erblicher Adelstitel gewählt werden.

## Familie
Astor ist seit 1976 mit Annabel Jones verheiratet. Das Ehepaar hat zwei Söhne und eine Tochter. Viscountess Astor hat aus ihrer ersten Ehe mit Sir Reginald Sheffield, 8. Baronet, zwei weitere Töchter, von denen Samantha mit dem Politiker David Cameron, ehemaliger Premierminister und Parteivorsitzender der Konservativen, verheiratet ist.